# بدیع‌الزمان جزری

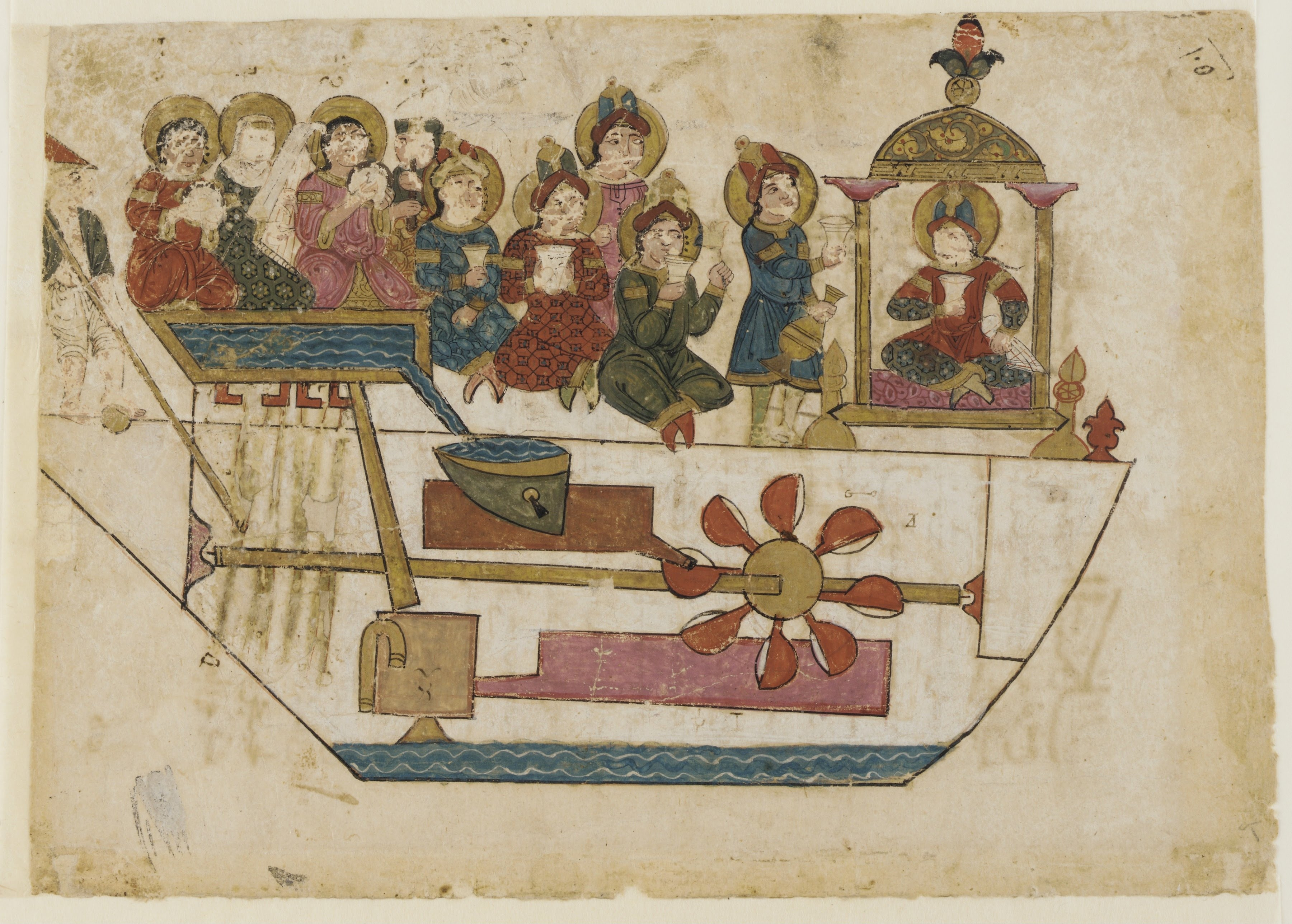
نخستین ربات قابل برنامه‌ریزی انسان نما، اختراع جزری.

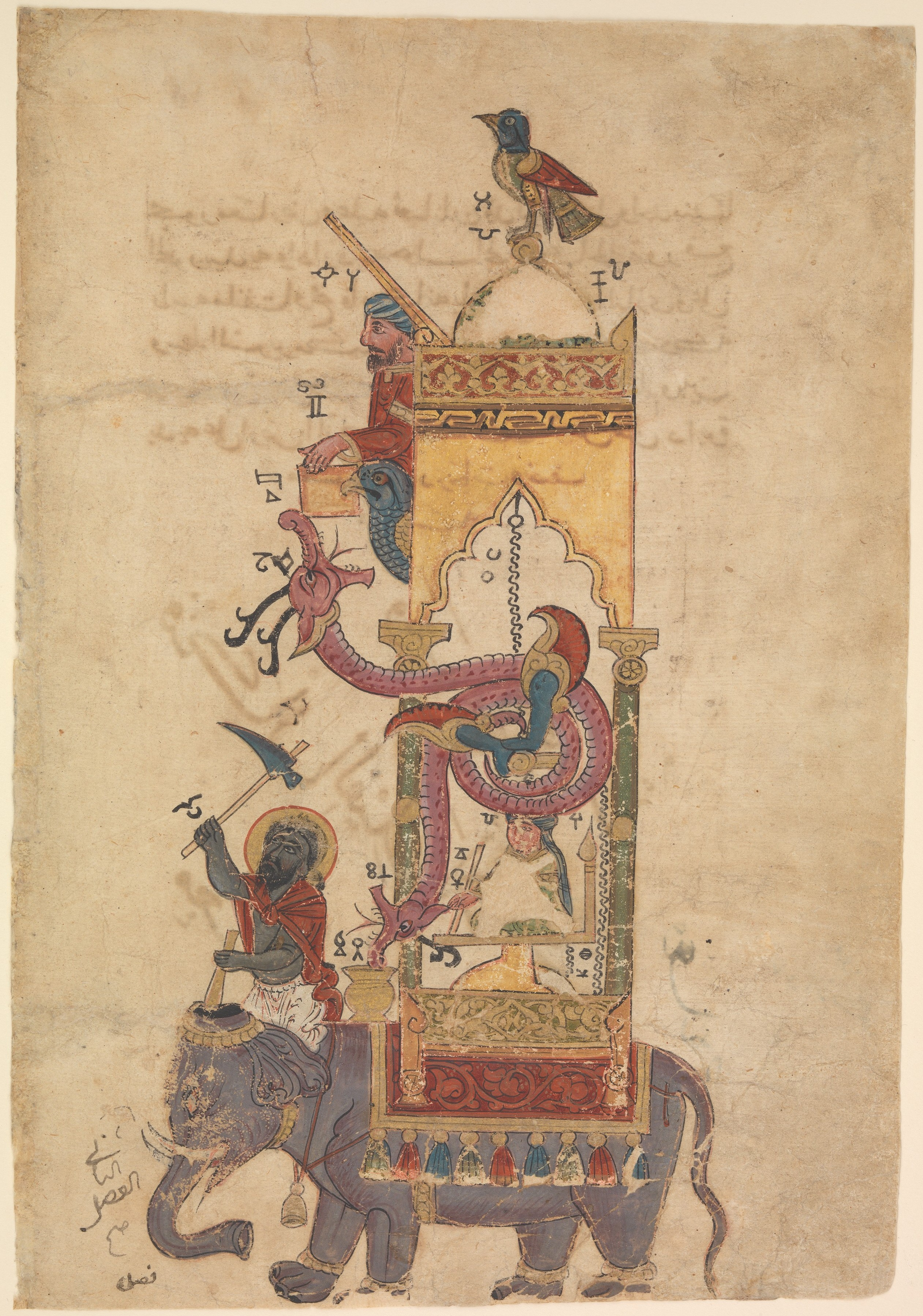
نقشه‌ای از چگونگی کارکرد ساعت فیل که توسط جزری طراحی و ساخته‌شد. این ساعت با استفاده از مکانیزم آب کار می‌کرد و دارای ۷ مرحله بود.

بدیع‌الزمان ابوالعز بن اسماعیل بن رزاز جَزَری (۱۱۳۶تا۱۲۰۶میلادی) همه‌چیزدان، مخترع، ریاضی‌دان، صنعت‌گر و مهندس مکانیک کُرد،  اهل جزیره ابن عمر تحت خلافت عباسی که امروزه در مرز عراق، سوریه و ترکیه امروزی واقع شده است بود. از وی به عنوان پدر علم رباتیک جهان یاد می‌شود. او از دانشمندان قرن ششم و هفتم هجری بوده است.
معروفترین کتاب او «الجامع بین العلم و العمل النافع فی صناعة الحیل» است که با عنوان «مبانی نظری و عملی مهندسی مکانیک در تمدن اسلامی» به فارسی ترجمه شده است. او در کتاب خود، پنجاه دستگاه را که خودش ساخته، شرح داده است.
جزری این کتاب را در سال ۶۰۲ هجری به فرمان قرا ارسلان امیر سلسله آرتوقلو در دیاربکر آناتولی تألیف کرده است.
در این کتاب طرز کار و ساخت ۵۰ دستگاه که خود ساخته و به کار برده را تشریح می‌کند. این دستگاه‌ها شامل ساعت‌های آبی و شمعی، ظرف‌ها و فواره‌های خودکار، وسایل آبرسانی از نهر و چاه، ابزار خودکار نواختن نی و دیگر وسایل از جمله قفل رمزی و قفل کلون‌دار و ابزار هندسی است.
بخش عمده اسباب و تعبیه‌هایی که وی در آن شرح می‌دهد اختراع خود او بوده است.

## اختراعات مهم

### ساعت فیل
یک ساعت پیچیده بود که توسط بدیع‌الزمان جزری، همه‌چیزدان کُرد قرن ششم هجری طراحی شد. این ساعت که نحوهٔ کارکردش ۷ مرحله داشت، دارای قسمت‌های پیچیده زیادی بود و با استفاده از مکانیزم آب کار می‌کرد.

### ساعت شمعی
به گفته دونالد هیل، مهندس و مترجم آثار مهندسی اسلامی: جزری پیچیده‌ترین ساعت‌های شمعی را که تا به امروز شناخته شده است طراحی کرده است. وی یکی از ساعت‌های شمعی الجزری را چنین توصیف می‌کند: «شمعی که میزان سوختگی آن مشخص بود، در قسمت زیرین در قرار داشت. فتیله از سوراخ عبور می‌کند. موم جمع‌آوری می‌شود و می‌توان آن را به صورت دوره‌ای جدا کرد تا در سوختن اختلال ایجاد نکند. کف شمع در یک ظرف کم عمق است که یک حلقه در کنار آن از طریق غلتک‌ها به وزنه تعادل متصل است. همان‌طور که شمع می‌سوزد، وزن آن را با سرعت ثابتی به سمت بالا می‌راند که مکانیزم خود را از صفحه در پایین شمع به حرکت درمی‌آورد. هیچ ساعت شمعی شناخته شده دیگری اینقدر پیشرفته نبوده است. ساعت مومی شامل یک نشانگر برای نمایش زمان بود و برای اولین بار از مکانیزم نصب تیغه عقربه استفاده کرد مکانیزمی که هنوز در دوران مدرن استفاده می‌شود.
جزری در این ساعت برای راحتی در تعویض شمع اختراعی انجام داد که هنوز هم در کاربرد وسیعی در صنعت دارد و اتصال جزری خوانده می‌شود.

اتصال جزری به‌طور گسترده در لامپها و هرجایی که نصب سریع نیاز باشد استفاده می‌شود.

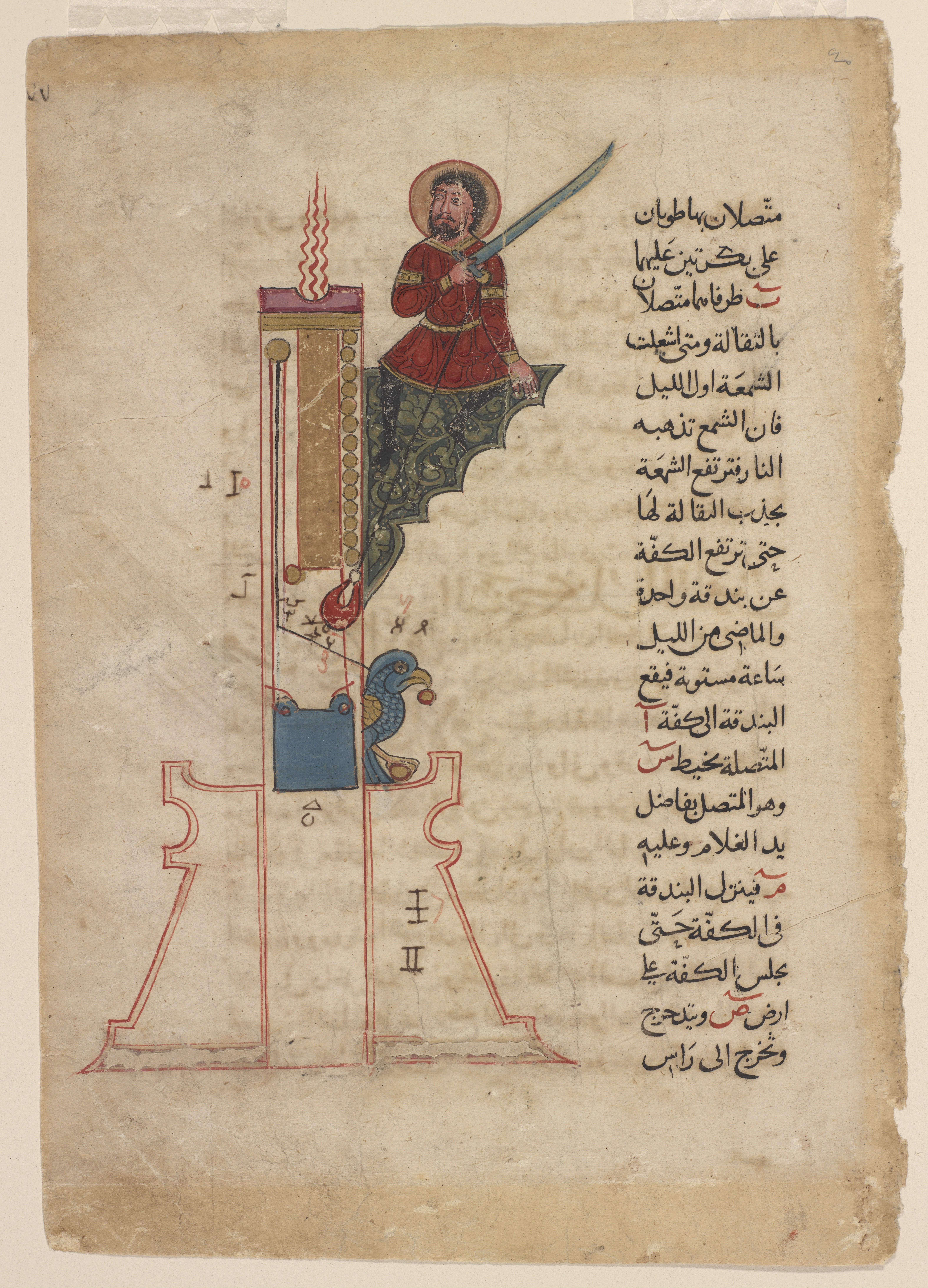
ساعت شمعی جزری

### ساعت قلعه
بزرگ‌ترین ساعت نجومی جزری ساعت قلعه بود، دستگاه پیچیده‌ای به ارتفاع حدود ۱۱ فوت (۳٫۴ متر) که علاوه بر زمان‌سنجی، عملکردهای متعددی نیز داشت. این دستگاه شامل نمایش زودیاک و مدارهای شمسی و قمری بود. دستگاه همچنین دارای ویژگی ابتکاری یک اشاره گر به شکل هلال ماه بود که از بالای دروازه حرکت می‌کرد و توسط یک گاری مخفی حمل می‌شد تا درهایی را اتوماتیک باز کند و هر ساعت یک عروسک آشکار شود. یکی دیگر از ویژگی‌های نوآورانه امکان برنامه‌ریزی طول روز و شب به طبق تغییراتی است که در طول سال رخ می‌دهد. یکی دیگر از ویژگی‌های دستگاه پنج نوازنده خودکار هستند که هنگام حرکت توسط اهرم‌هایی که توسط میل بادامک مخفی متصل شده است به‌طور خودکار موسیقی پخش می‌کنند. سایر اجزای ساعت قلعه شامل یک مخزن اصلی با شناور، فرورفتگی و دریچه‌ها، دو قرقره، یک قرص هلالی که زودیاک را نشان می‌دهد و دو توپ شاهین در گلدان‌ها و چرخ دنده‌ها هستند. ساعت قلعه الجزاری اولین کامپیوتر آنالوگ قابل برنامه‌ریزی است.

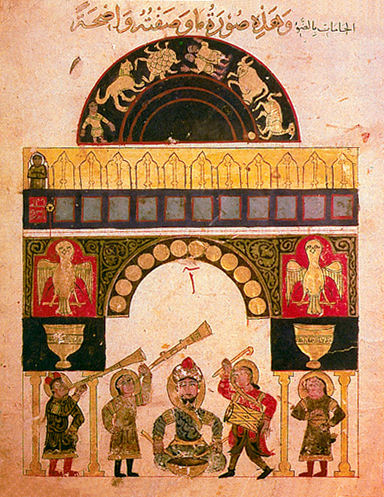
ساعت قلعه

### ساعت دوزمانه
آلدو مییلی می‌گوید: جزری یک ساعت آبی ساخت که همزمان دو زمان مختلف را با دو عقربه می‌توانست نشان دهد.

### دستگاه اتومات
الجزری نخستین ربات قابل برنامه‌ریزی انسان نما را در اواخر عمرش ساخت. به این علت او به عنوان پدر علم مهندسی رباتیک جهان شناخته می‌شود. اختراع او، یک قایق آبی بود که در آن چهار نوازندهٔ مصنوعی موسیقی برای مراسم و برنامه‌های جشن سلطنتی، آهنگ می‌نواختند و حاضران را سرگرم می‌کردند، سازها به صورت هیدرولیک و با کمک آب برنامه‌ریزی می‌شود.

### پیشخدمت نوشیدنی
یکی از رباتهای جزاری پیشخدمتی بود که می‌توانست آب، چای یا شراب سرو کند. نوشیدنی در یک مخزن ذخیره می‌شد که از آنجا نوشیدنی به داخل سطل می‌چکید و بعد از هفت دقیقه در فنجان می‌چکید، پس از آن پیشخدمت از در اتوماتیک بیرون می‌آمد که نوشیدنی را سرو می‌کرد.

### ماشین وضو با مکانیزم فلاش
الجزاری یک دستگاه شستشوی دست اختراع کرد که دارای سازوکار آبشویه (سیفون) است که اکنون در مستراحهای جدید استفاده می‌شود. این دستگاه نمونه دیگری از ربات یا بیگار است. از یک پیکر انسانی از جنس مس ساخته شده که یک پارچ شبیه طاووس را در دست راست دارد. پارچ از برنج ساخته بود و درون آن محفظه ای قرار دارد که توسط یک صفحه فلزی به دو قسمت تقسیم شده بود. این سازوکار به ریختن یکنواخت آب از دهانه کمک می‌کرد. مخزنی که آب در آن نگهداری می‌شد در سمت راست ربات قرار داشت. یک محور در آرنج سمت راست ربات تعبیه شده بود تا مایع از مخزن از طریق دهانه پارچ بریزد. بازوی چپ ربات شانه و آینه و حوله را نگه می‌داشت و دارای وزنه ثابتی بود که بازو را بالا و پایین می‌کرد.
این ربات برای وضوی سلطان قبل از نماز طراحی شده بود. خادم سلطان این ربات را حمل می‌کرد و در کنار لگنی قرار می‌داد که می‌توانست مایع را در خود جای دهد. سپس خادم دستگیره ای را در پشت ربات می‌چرخاند که دریچه ای را باز کرده و در نتیجه آب از دست راست ربات به داخل حوض می‌ریخت. هنگامی که مخزن تقریباً خالی می‌شد مکانیزمی به صدا درمی‌آمد و دست چپ ربات که حوله، شانه و آینه را در دست داشت، به سمت سلطان دراز می‌شد تا بتواند خود را خشک کند و به ریش شانه بکشد.

### فواره طاووس با خدمتکاران خودکار
آب و مصارف آن در اسلام از اهمیت خاصی برخوردار است. هم به‌عنوان بخشی جدایی‌ناپذیر از فرآیندهای شستشوی وضو و غسل و هم یکی از ویژگی‌های کلیدی در باغ‌های اسلامی که الهام گرفته از باغ بهشت هستند.
یک بخش کامل از کتاب جزری به مکانیسم‌های فواره اختصاص داشت، با عنوان: «در مورد ساخت حوضچه‌های فواره‌هایی که شکل خود را تغییر می‌دهند و ماشین‌هایی برای فلوت زدن».
«فواره طاووس» جزاری یک دستگاه شستشوی پیشرفته‌تر بود که شامل رباتهایی به عنوان خدمتکارانی بود که صابون و حوله ارائه می‌دادند. مارک روشیم آن را به شرح زیر توصیف می‌کند:
کشیدن زائده روی دم طاووس باعث آزاد شدن آب از منقار می‌شود. همان‌طور که آب کثیف از حوض، پایه توخالی را پر می‌کند، شناور بالا می‌رود و پیوندی را ایجاد می‌کند که باعث می‌شود یک چهره خدمتکار از پشت در زیر طاووس ظاهر شود و صابون ارائه دهد. هنگامی که آب بیشتری مصرف می‌شود، شناور دوم در یک سطح بالاتر حرکت می‌کند و باعث ظاهر شدن یک خدمتکار دوم می‌شود ک یک حوله در دست دارد!

### چشمه طاووس جزاری
حوض «چشمه طاووس» حوض وضو را تشکیل می‌داد و خادمی آن را اداره می‌کرد که زائده را می‌کشید و منقار طاووس را جایی قرار می‌داد که به مکانیزم اجازه دهد آب را در حوضچه جلوی کاربر آزاد کند.
آیهان آیتس می‌گوید:

فواره طاووس. آدمک جام را در زیر منقار می‌گیرد. وقتی پر شد جریان متوقف شده و آنرا به شما تعارف می‌کند.

بسیاری از دستگاه‌ها همچنین دارای عملکردهای اضافی بودند که با قدرت مطلق الهی در تضاد بود (سرو شراب). بدترین هدف چندین دستگاه هیدرولیک و پنوماتیک او این بود که مهمانان مهمانی را در اسرع وقت مست کند.

### میل سوپاپ
اولین بار بدیع الزمان جزری در قرن ۱۳ میلادی در طراحیهای اتوماسیون و ساعتهای آبی خود از میله گردان دارای برآمدگیها برای باز و بسته کردن سوپاپها استفاده کرد

### دستگاه خون‌گیری مدرج
در قرون میانه گرفتن خون از بیماران بسیار مرسوم بود و مطابق طب جالینوسی در مورد بیماریهای زیادی و بر اساس سن و وزن و فصل از سال خون‌گیری تجویز می‌شد. بدین دلیل صف طولانی از مریضهای منتظر خون‌گیری همواره در جلوی هم مطب حضور داشتند و طبیب موظف بود میزان دقیقی خون از آنها بگیرد که کار سختی بود.

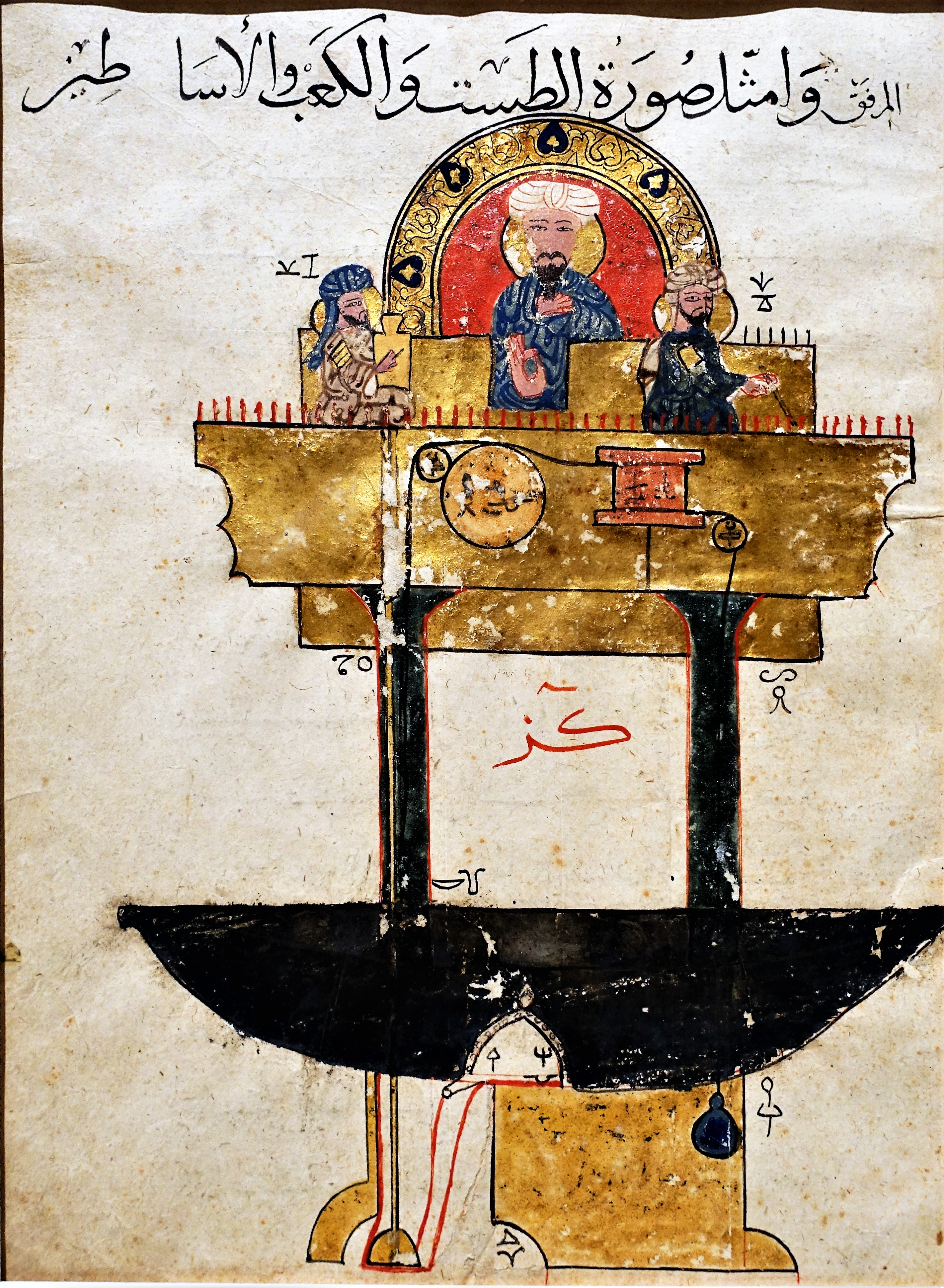
خون گیر اتوماتیک جزری

بدیع الزمان جزری چهار نوع دستگاه طراحی کرد که خون را به ظرف زیرین آن هدایت می‌کرد یک وزنه و یک شناور با طنابی که حول یک پولی پیچیده شده بود در تعادل بودند. افزایش میزان خون گرفته شده باعث حرکت شناور و در نهایت حرکت عقربه ای متصل به پولی بر روی درجه‌بندی بالای دستگاه می‌شد و پرستار می‌توانست میزان خون گرفته شده را در آن واحد مشاهده کند.

### دنده سگمنت
بدیع الزمان جزری در ۱۲۰۶ میلادی اولین بار دنده سگمنت را برای تبدیل حرکت چرخشی به حرکت رفت و برگشتی برای کشیدن آب اختراع کرد که امروزه در صنعت مصارف زیادی دارد.

### میل لنگ

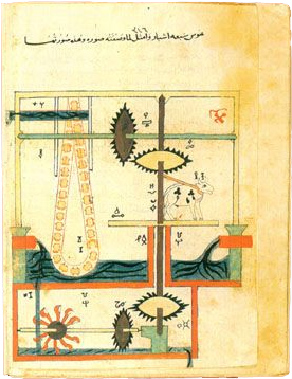
یک اختراع جزری دستگاه آبیاری اتوماتیک با نیروی الاغ ـاستفاده از چرخ دنده و محور و توربین قابل مشاهده است

طرحهای شبه میل لنگ از یونان و روم و ایران باستان برای تبدیل حرکت خطی به شبه دورانی مثلاً در آسیابهای دستی بکار می‌رفته‌اند و بنوموسی نیز در قرن ۹ میلادی نمونه ای شبه میل لنگ را بکار می‌برند ولی اولین طرح میل لنگ امروزی را بدیع الزمان جزری در ۱۲۰۶ میلادی در طراحی یک پمپ آب دو سیلندر بکار برد که ۶ قرن بعد در موتورهای بخار و سپس درونسوز کاربرد آن شروع شد.

### پمپ آب مکشی پیستونی
بدیع الزمان جزری در اواپل قرن ۱۳ میلادی یک پمپ دو سیلندر با آرایش متضاد (باکستر) طراحی کرد که تمام اجزای یک پمپ امروزی مثل سوپاپ میل لنگ چرخ طیار و.. را دارد بود و می‌توانست آب را تا ارتفاع ۱۳٫۶ متر بالا بکشد.
جزری علاوه بر دانشها و فنون مهندسان مسلمان پیش از خود تعدادی از ابزارها و دستگاه‌های مکانیکی و هیدرولیکی مثل موتورهای بخار و موتوربایسیکل‌های درون‌سوز را طراحی کرده و ساخته بود به‌طوری که حتی امروزه هم تأثیر نوآوری‌های او در علم مکانیک قابل مشاهده است..
در کتاب جزری شمار چشمگیری واژه و اصطلاح فارسی یافت می‌شود که نشانگر تأثیر بزرگ ایرانیان در فناوری جهان اسلام در سده‌های میانه است.

### تکنیکهای مهم ساخت و تولید
بدید الزمان تکنیکهای مهم ساخت و تولید را ابداع کرد که پاره ای از آنها به شرح ذیل است:

#### ساییدن نشیمنگاه شیرآلات توسط سنگ برای آب‌بندی کردن آنها

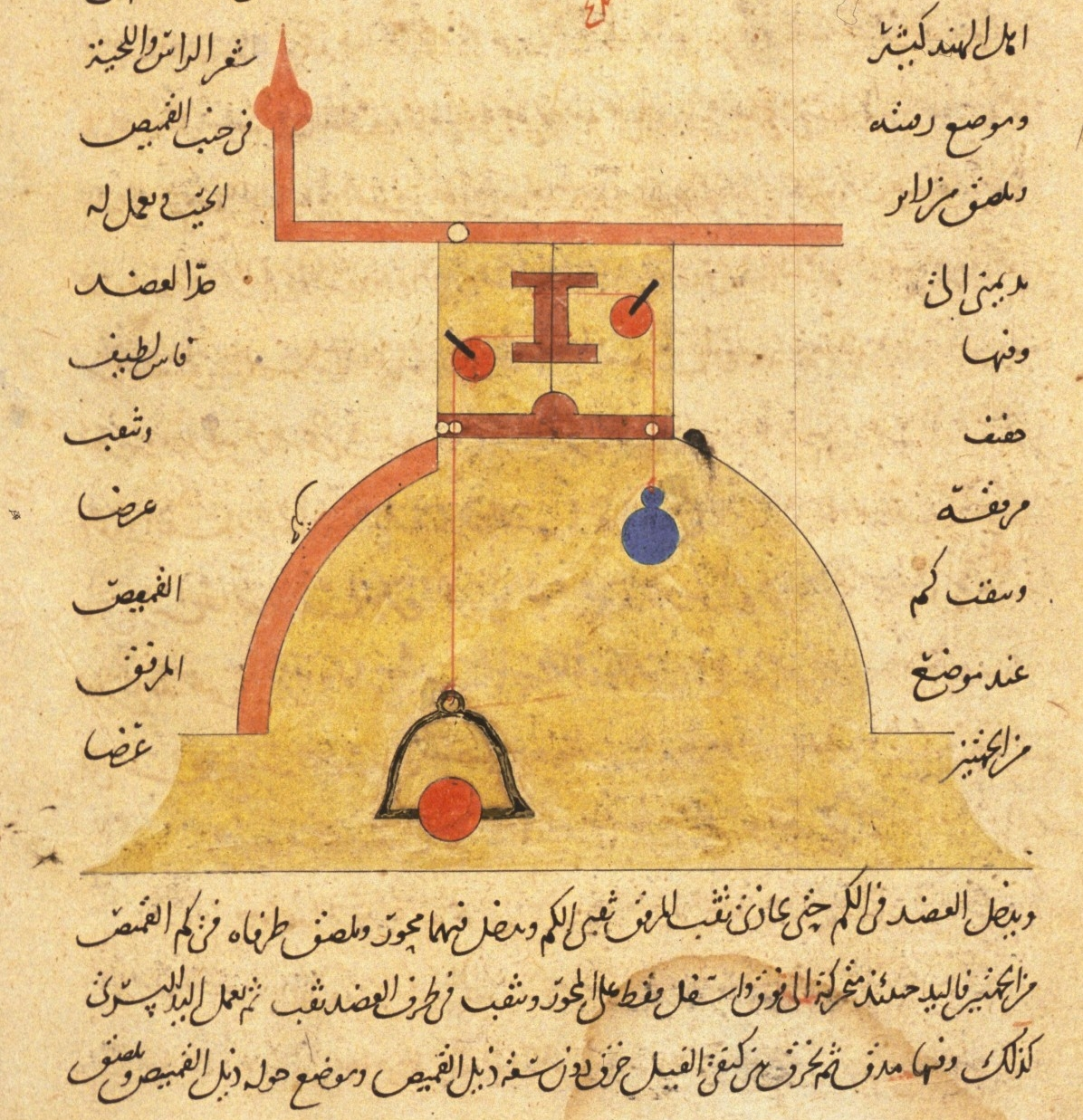
یکی از اختراعات جزری بهمراه توضیحات عربی که عملکرد آنرا بیان می‌کنند

## نگارخانه

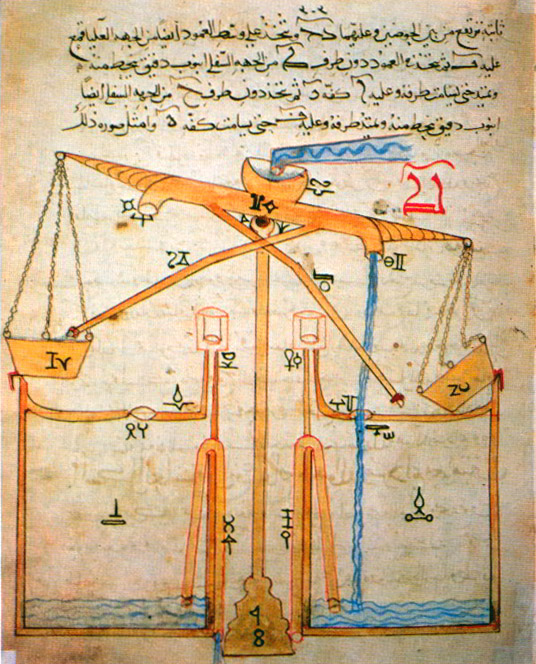
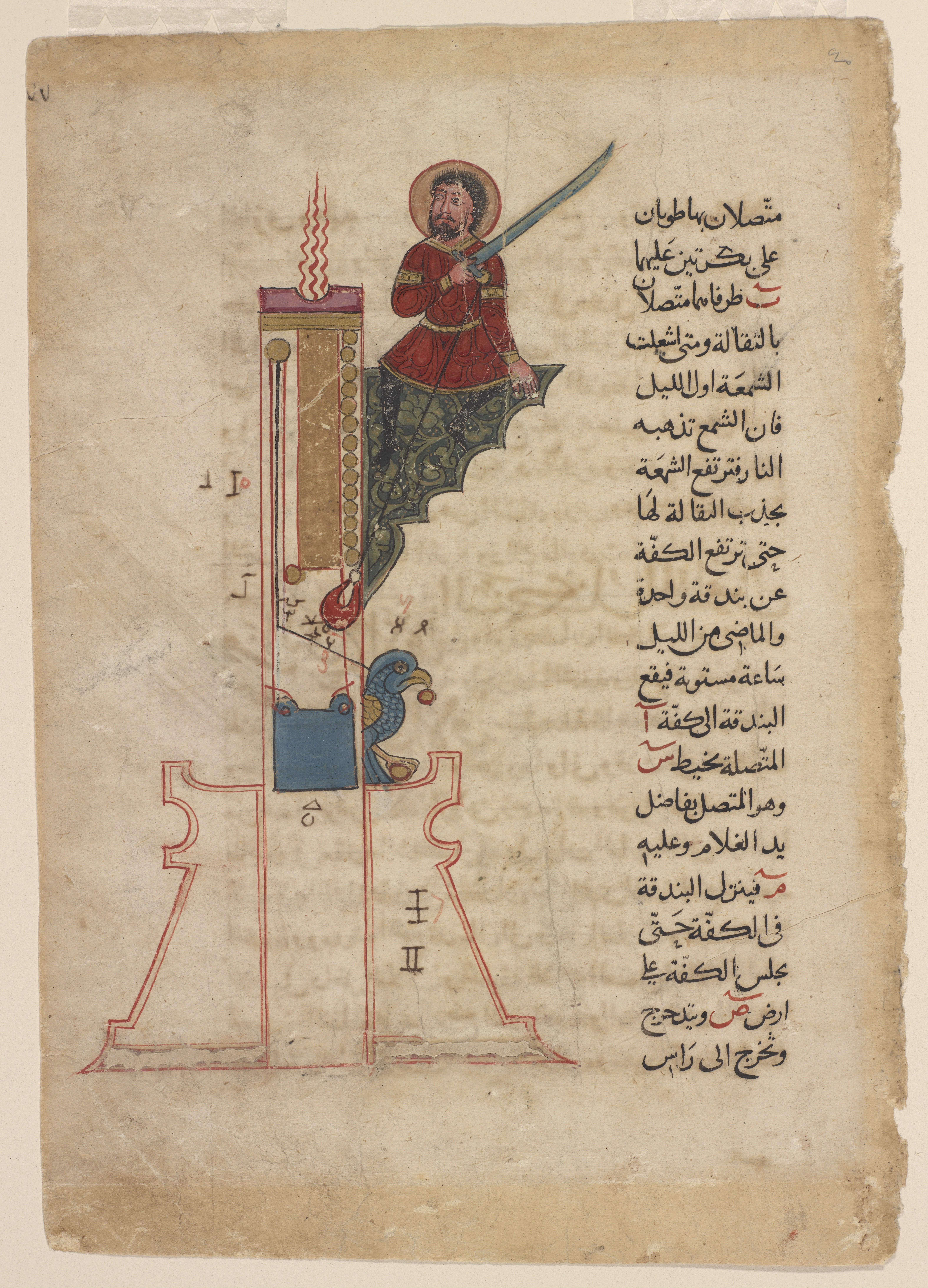
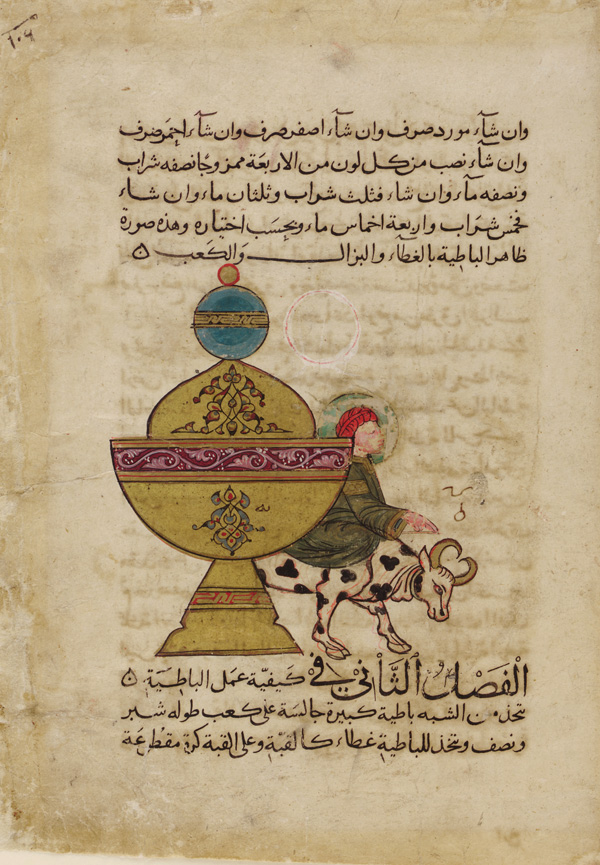
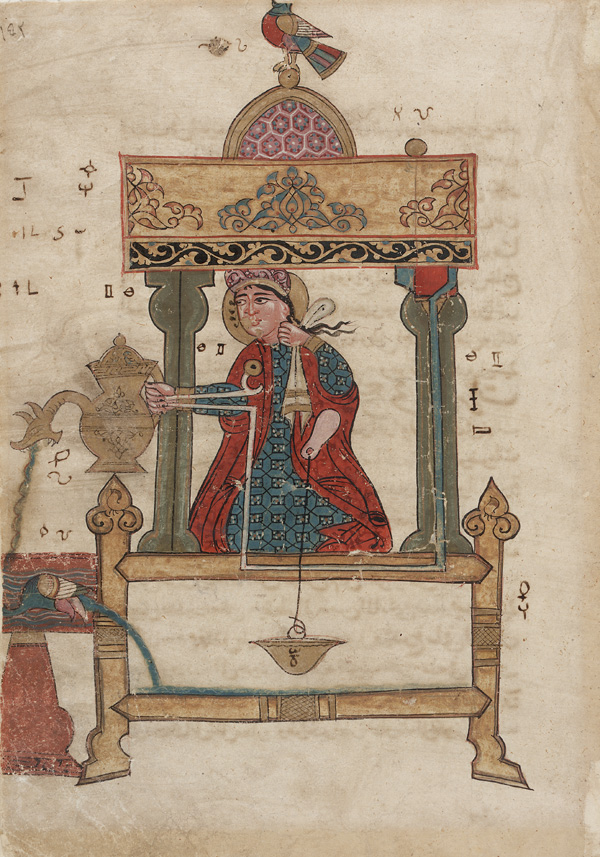
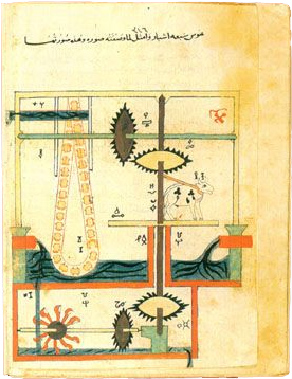
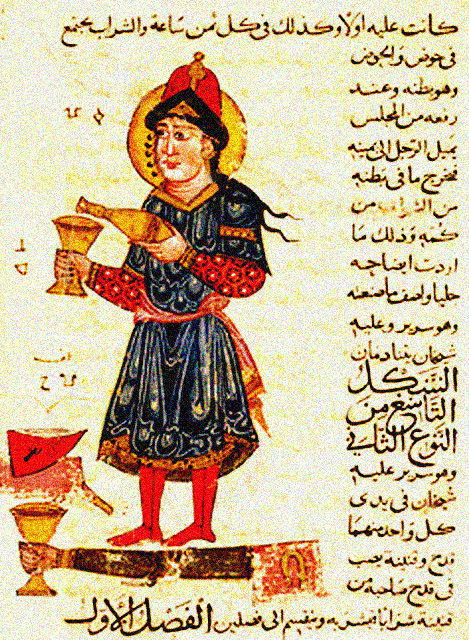
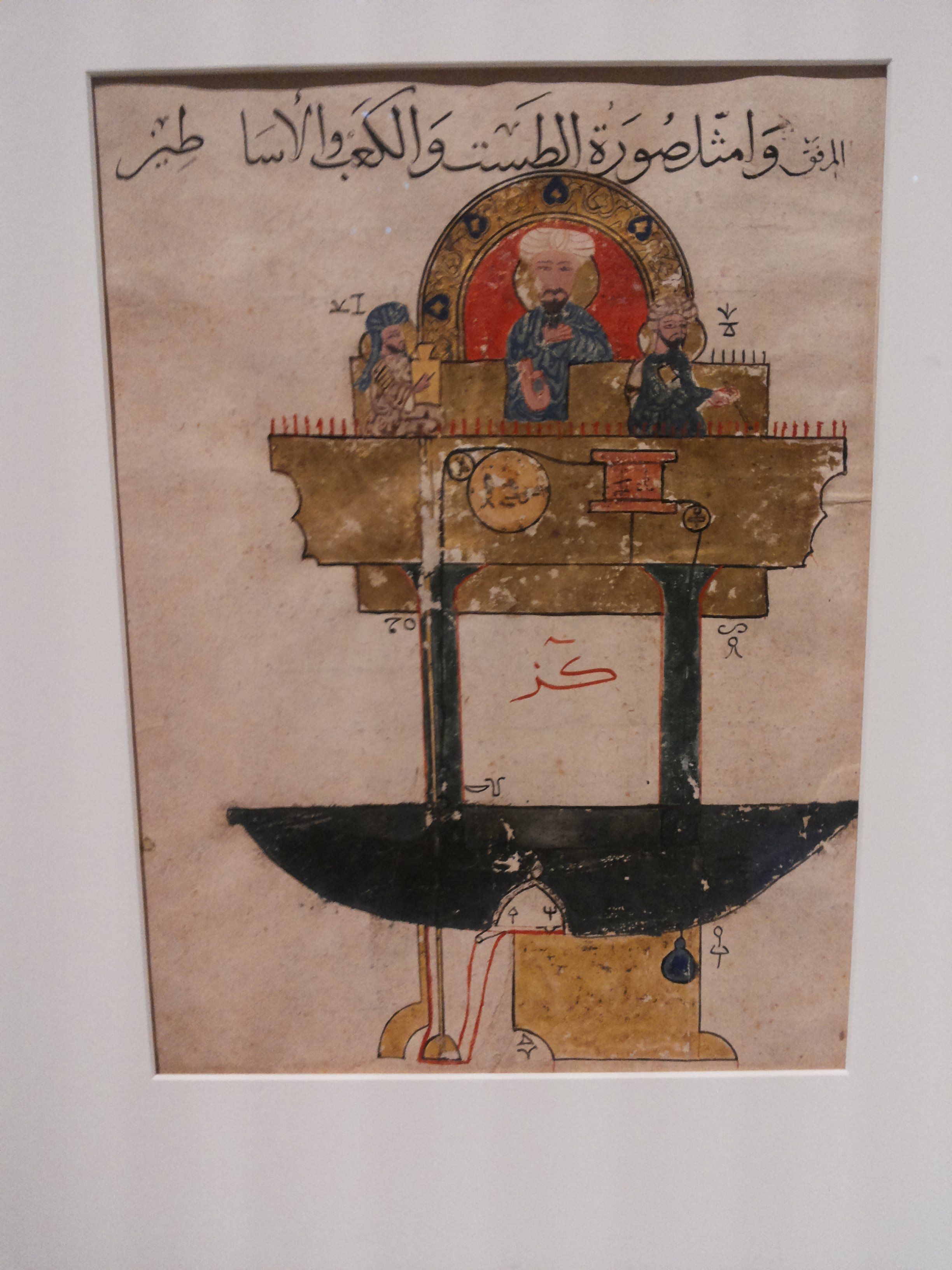